# Johann Christian Fiedler

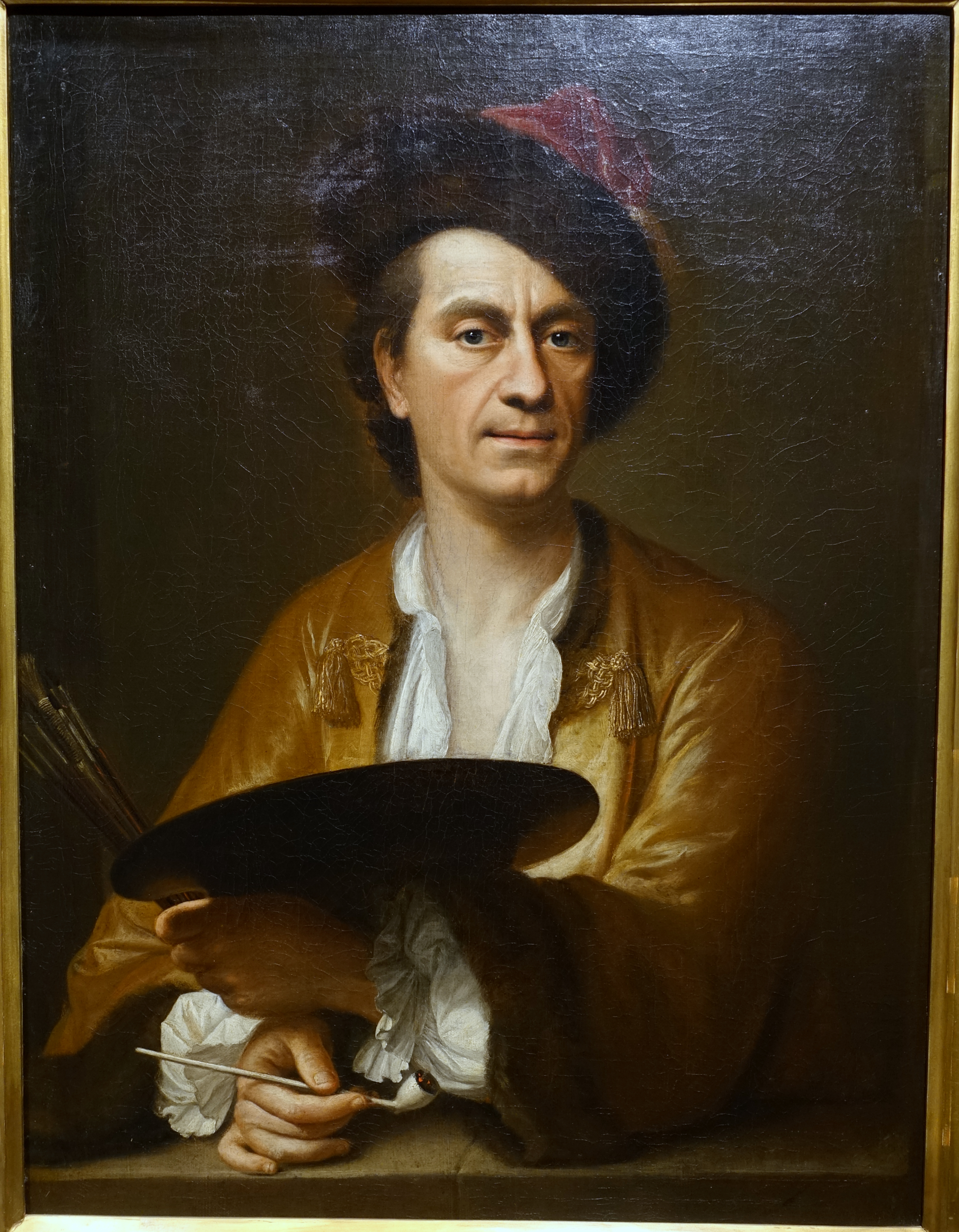
Autorretrato, ca. 1783

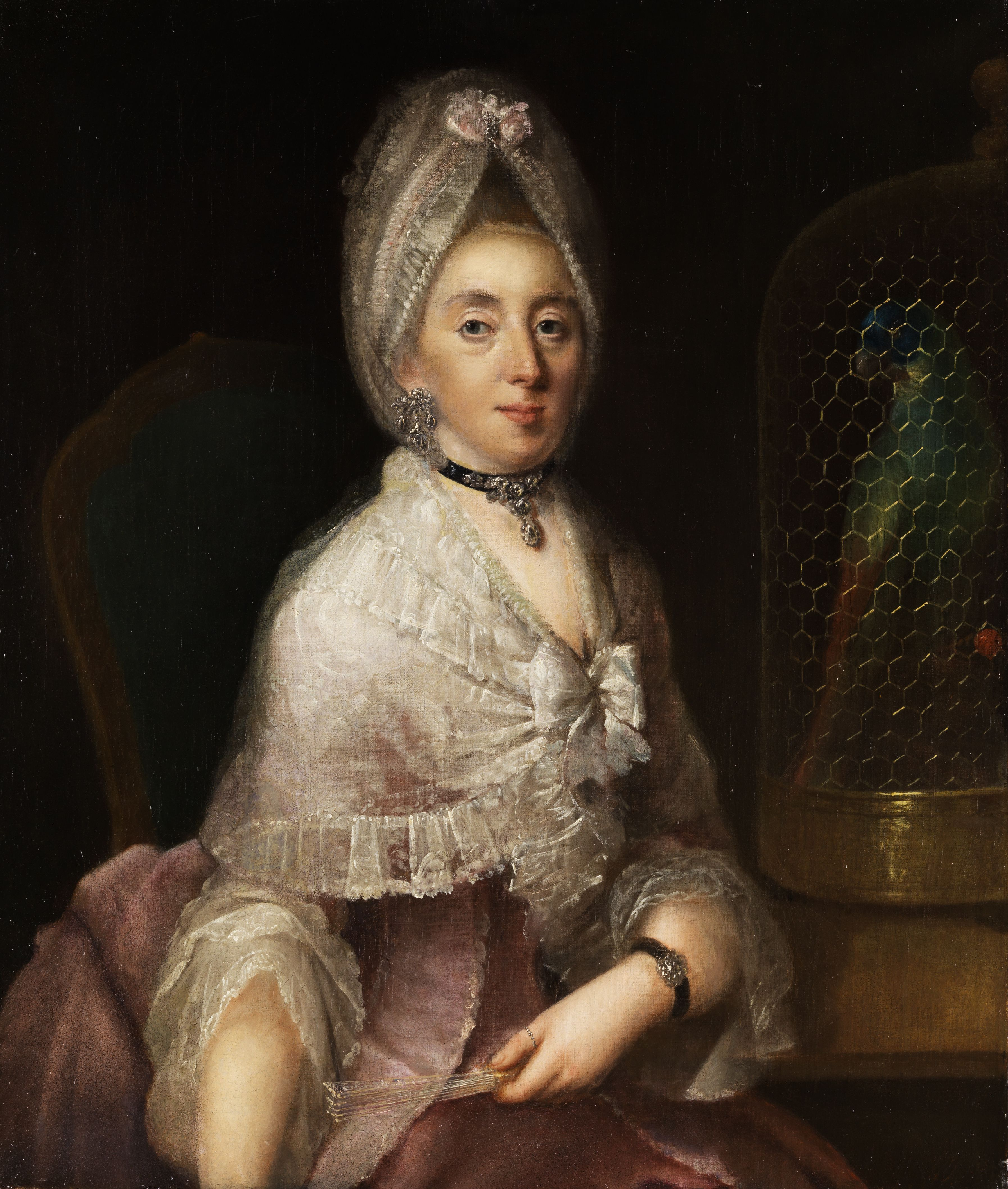
Retrato de una Dama
con un loro enjaulado

Johann Christian Fiedler (31 de octubre de 1697, Pirna - 5 de septiembre de 1765, Darmstadt) fue un retratista alemán. Algunas fuentes señalan como año de su muerte 1768.

## Biografía
Su padre era maestro cervecero, mientras que su familia materna había participado durante mucho tiempo en el gobierno de la ciudad de Pirna. Allí se graduó en la Escuela de latinidad y posteriormente, alrededor de 1715, se trasladó a Leipzig para estudiar Derecho. Sin embargo, se mostró más interesado por el arte y comenzó a pintar miniaturas, que fueron expuestas en 1719, en una feria en Brunswick. A su regreso a Leipzig, intentó aprender pintura al óleo.
En 1720, con el apoyo financiero de Augusto Guillermo, Duque de Brunswick-Luneburgo, se trasladó a París, donde estudió con Hyacinthe Rigaud y Nicolas de Largillière. Después de eso, se suponía que iba a ser pintor de cámara del Duque, pero, al pasar por Darmstadt en 1724, Ernesto Luis, Landgrave de Hesse-Darmstadt le ofreció contratarle por 400 florines al año.[cita requerida]
Fiedler aceptó trabajar para el landgrave Ernesto Luis y posteriormente para su hijo, Luis VIII, al menos hasta 1752 o 1754, aunque también es posible que se permaneciera con ellos hasta su propia muerte. La mayoría de sus obras son retratos, pero también pintó bodegones y algunas escenas religiosas.
Cuando rondaba los cuarenta años de edad, comenzó a sufrir de litiasis y de gota.[cita requerida] . Probablemente falleció de caquexia y fue enterrado junto a la Iglesia de Darmstadt, con un monumento que lleva un medallón y una inscripción poética.

## Leer más
- Kuno Ferdinand Graf von Hardenberg, Herkunft, Leben und Wirken des hochfürstlich Hessen-Darmstädtischen ober Cabinets- und Hofmahlers Johann Christian Fiedler nach alten und neuen Quellen, H. L. Schlapp, 1919